# Margot Hellwig
Margot Hellwig, geboren als Margot Fischer (Reit im Winkl, 5 juli 1941), is een Duitse zangeres van volksmuziek. Samen met haar moeder Maria Hellwig (1920–2010) trad ze op als het duo Maria en Margot Hellwig.

## Biografie
Margot Hellwig werd geboren als dochter van Joseph Fischer en Maria Neumaier, de vader stierf kort na haar geboorte in de Tweede Wereldoorlog. In 1948 trouwde de moeder met de zakenman en muzikant Addi Hellwig. Na haar schooltijd volgde Margot zanglessen bij de operazangeres en zanglerares Elisabeth Hallstein, moeder van Ingeborg Hallstein, en bij Franz Reuter-Wolf.
Maria Hellwig wist eind jaren 1950 haar eerste successen als zangeres vast te leggen. In 1963 werd de eerste gezamenlijke opname der Feierabendjodler van moeder en dochter Hellwig uitgebracht. Daarmee begon een zangcarrière voor Margot Hellwig aan de zijde van haar moeder. Er volgden talloze tournees door heel Europa, Amerika en andere landen. Samen met moeder Maria Hellwig modereerde ze televisieprogramma's als Die Heimatmelodie (RTL van 1984 tot 1990) en Servus, Gruezi en Hallo (RTL 1990-1993). Margot Hellwig is sinds 1989 soliste. Haar repertoire is breed en varieert van volksliederen, volksliederen, jodelen tot operette-melodieën, klassieke liederen en populaire muzikale hits. Ze heeft talloze tournees georganiseerd, zoals Volksmusik ist Trumpf en Edelweiß der Volksmusik. In 2008 vierden Margot en haar moeder 45 jaar samen zingen.
Vanaf 1995 traden Margot Hellwig, haar moeder Maria en het Duo Treibsand samen op als Das fröhliche Kleeblatt der Volksmusik. De vier muzikanten leerden elkaar kennen tijdens een televisie-opname. Het eerste nummer samen, Hallo, wie geht's, was een succes. Op 20 juni 2005 ontvingen ze tijdens een jubileumgala in Reit im Winkl een gouden cd voor hun gezamenlijke album Alt und jung gehören zusammen.
Margot Hellwig was vanaf 1961 getrouwd met haar voormalige leraar Arthur Lindermayr (1926–2016), die ze op 16-jarige leeftijd als leerling ontmoette. Ze heeft twee zoons geboren in 1966 en 1968 en woont in München. Vanwege de gezondheidstoestand van haar man beëindigde ze haar podiumcarrière in 2015 met het nummer Sag bei Abschied leise Servus, dat ze samen met Florian Silbereisen in zijn adventprogramma vertolkte.

## Discografie
- 1991: Lieder Von Herz Zu Herz (Polydor)
- 1992: Auf geht’s Musikanten (Isarton)
- 1994: Die Rosen der Madonna (Sony)
- 1995: Der Himmel küsst die Berge (Sony)
- 1997: Sterne der Heimat (Ariola)
- 1998: Laßt die Musik erklingen (Tyrolis)
- 2001: Ein Märchenschloß in den Bergen (Tyrolis)
- 2003: Ein kleines Stück vom Paradies (Tyrolis)
- 2006: Grüß die schöne Welt von mir (Rubin Records)
- 2009: Das Ave Maria der Jahreszeiten (Rubin Records)
- 2011: Zauberland der Musik (Edel Records)
- 2013: Herzenswünsche – Das große Jubiläumsalbum (Rubin Records)
- 2014: Festliche Stunden (Rubin Records)